# 紗
紗是一種輕薄的絲織品，以平紋織法或二經絞經織法織成。
中國很早已有紗織物，長沙的西漢墓葬馬王堆漢墓就出土了兩件紗織衣物，分別為直裾素紗襌衣和曲裾素紗襌衣。紗因為質地輕柔、薄透，常用作夏季衣料。在中國歷史上尤其流行於氣候較溫暖的唐宋時代。

## 種類
- 方孔紗：最普通的紗，平紋，無紋樣
- 暗花紗
- 透花紗
- 縐紗，又稱縠、縠紗，有縐紋的平紋紗

## 延伸阅读
[在维基数据编辑]
 《欽定古今圖書集成·經濟彙編·食貨典·紗部》，出自陈梦雷《古今圖書集成》